# Right in the Night (Fall in Love with Music)
Right in the Night (Fall in Love with Music) (englisch für „Mitten in der Nacht (Verliebe dich in die Musik)“) ist ein Lied des deutschen Trance-Duos Jam & Spoon, dessen Text von der Sängerin Plavka gesungen wird. Der Song ist die zweite Singleauskopplung ihres zweiten Studioalbums Tripomatic Fairytales 2001 und wurde am 10. Oktober 1993 veröffentlicht. Mit europaweiten Top-10-Platzierungen zählt es zu den kommerziell erfolgreichsten Veröffentlichungen des Duos.

## Inhalt
Right in the Night (Fall in Love with Music) ist ein Trance-Song, der die Hörer dazu animiert, sich in die Musik zu verlieben. Generell soll man sich auf die Liebe und das Leben mit positiven Gefühlen einlassen, während man negative Gedanken und die Vergangenheit hinter sich lassen soll.

“Right in the night sweet thing is what you’ll get

When you fall in love, you fall in love

Fall in love with music, fall in love with dance

Fall in love with anything that makes you want romance”

## Produktion
Der Song wurde von Jam El Mar und Mark Spoon produziert. Für die Melodie verwendeten sie ein Sample aus dem klassischen Werk Asturias (Leyenda) des spanischen Komponisten Isaac Albéniz aus dem Jahr 1892. Als Autor fungierte neben Jam & Spoon auch der Musikproduzent Nosie Katzmann.

## Musikvideos
Sowohl zum Radio-Edit als auch zur Original-Version von Right in the Night (Fall in Love with Music) wurden Musikvideos veröffentlicht, bei denen jeweils der schwedische Regisseur Matt Broadley Regie führte. Das Video zum Radio-Edit verzeichnet auf YouTube über 14 Millionen Aufrufe (Stand Juli 2021).
Beide Videos sind größtenteils sepiafarben gehalten und zeigen zu Beginn Jam El Mar und Mark Spoon, die in einem alten Schloss Karten spielen, während Sängerin Plavka den Song als lebendes Gemälde an der Wand singt. Nun wechselt die Handlung in eine parallele Märchenwelt, in der Plavka mit zwei zwergartigen Wesen lebt. Dabei wirkt sie gelangweilt bis verärgert über deren Verhalten. Anschließend spielen Jam & Spoon ein Würfelspiel, bevor wiederum die Parallelwelt gezeigt wird, wobei Plavka nun durch eine verlassene Kirche rennt. Danach ist sie wieder mit den Zwergen zu sehen, die nun verängstigt wirken. Zum Ende des Videos spielen Jam El Mar und Mark Spoon schließlich Schach. Das Video zur langen Version zeigt noch deutlich mehr Szenen aus der Märchenwelt. So wird Plavka als Prinzessin eines Hofstaates dargestellt, deren Kind weggenommen wird und die daraufhin ihre Wut an den Untertanen auslässt.

## Single

### Covergestaltung
Das Singlecover zeigt im rechten Teil eine Figur, deren Kopf aus den Gesichtern von Jam El Mar und Mark Spoon besteht. Der Rest des Covers ist in lila und rosa Farben gehalten. Oben im Bild befinden sich die Schriftzüge jam & spoon, feat. plavka, Right In The Night und (fall in love with music) in Weiß bzw. Gelb.

### Titellisten
Single
1. Right in the Night (Fall in Love with Music) – 6:05
2. Follow Me! – 12:28
3. Right in the Night (Fall in Love with Music) (Instrumental) – 6:51

Maxi
1. Right in the Night (Fall in Love with Music) – 6:05
2. Right in the Night (Fall in Love with Music) (Instrumental) – 6:51
3. Follow Me! – 12:28
4. Right in the Night (Fall in Love with Music) (Radio Edit) – 3:47

Remix-Maxi
1. Right in the Night (Fall in Love with Music) (Jam & Spoon Remix) – 5:45
2. Right in the Night (Fall in Love with Music) (Microbots-Remix) – 6:23
3. Follow Me Remix (Arpeggiators - Tripomatic Fairytales Mix) – 6:27
4. Right in the Night (Fall in Love with Music) (DJ Kid Paul Mix) – 5:52

### Chartplatzierungen
Right in the Night (Fall in Love with Music) stieg am 22. November 1993 auf Platz 86 in die deutschen Singlecharts ein und erreichte 14 Wochen später mit Rang sechs die höchste Platzierung. Insgesamt hielt sich der Song 29 Wochen lang in den Top 100, davon acht Wochen in den Top 10. In Spanien und Finnland belegte das Lied sogar die Chartspitze. Ebenfalls die Top 10 erreichte die Single unter anderem in Australien, der Schweiz, Norwegen, Österreich, Schweden, Neuseeland, dem Vereinigten Königreich und den Niederlanden. In den deutschen Single-Jahrescharts 1994 belegte der Song Position 29.
| ChartsChartplatzierungen     | Höchstplatzierung | Wochen |
| ---------------------------- | ----------------- | ------ |
| Deutschland (GfK)            | 6 (29 Wo.)        | 29     |
| Österreich (Ö3)              | 7 (12 Wo.)        | 12     |
| Schweiz (IFPI)               | 4 (18 Wo.)        | 18     |
| Vereinigtes Königreich (OCC) | 10 (13 Wo.)       | 13     |

| ChartsJahrescharts (1994) | Platzierung |
| ------------------------- | ----------- |
| Deutschland (GfK)         | 29          |
| Schweiz (IFPI)            | 25          |

### Verkaufszahlen und Auszeichnungen
Right in the Night (Fall in Love with Music) wurde im Jahr 1994 für mehr als 250.000 Verkäufe in Deutschland mit einer Goldenen Schallplatte ausgezeichnet. Zudem erhielt die Single in Australien für über 70.000 verkaufte Einheiten eine Platin-Schallplatte.
| Land/Region        | Auszeichnungen für Musikverkäufe (Land/Region, Auszeichnung, Verkäufe) | Verkäufe |
| ------------------ | ---------------------------------------------------------------------- | -------- |
| Australien (ARIA)  | Platin                                                                 | 70.000   |
| Deutschland (BVMI) | Gold                                                                   | 250.000  |
| Insgesamt          | 1× Gold · 1× Platin ·                                                  | 320.000  |

## Right in the Night 2013
Am 26. April 2013 wurde eine neue Version des Songs mit dem Titel Right in the Night 2013 veröffentlicht, an der neben den Originalinterpreten auch die DJs David May und Amfree beteiligt waren.
Die Single, zu der auch ein Musikvideo gedreht wurde, erreichte Platz 38 der deutschen Charts und hielt sich vier Wochen in den Top 100.
| ChartsChartplatzierungen | Höchstplatzierung | Wochen |
| ------------------------ | ----------------- | ------ |
| Deutschland (GfK)        | 38 (4 Wo.)        | 4      |
| Österreich (Ö3)          | 46 (1 Wo.)        | 1      |
| Schweiz (IFPI)           | 66 (1 Wo.)        | 1      |